# Leonia (województwo wielkopolskie)
Leonia – wieś w Polsce położona w województwie wielkopolskim, w powiecie tureckim, w gminie Władysławów.
W latach 1975–1998 miejscowość administracyjnie należała do województwa konińskiego.
Nazwa wsi pochodzi od imienia żeńskiego Leonia. Legenda głosi, że zamożny dziedzic z okolic Władysławowa posiadał ogromny majątek ziemski. Przed śmiercią miał on podzielić swoje ziemie między dzieci – córki Natalię, Stefanię, Leonię, Genowefę oraz Izabelę, a także syna Przemysława. Stąd też pochodzi nazwa Leonia oraz nazwy okolicznych miejscowości – Natalia, Stefania, Izabelin, Genowefa oraz Przemysławów.
W pobliżu miejscowości znajduje się Miejsce Obsługi Podróżnych (MOP Leonia) dla jadących Autostradą A2 w kierunku Warszawy.